# Roestbruine bloedbij
De roestbruine bloedbij of donkere kalkbloedbij (Sphecodes ferruginatus) is een vliesvleugelig insect uit de familie Halictidae. De wetenschappelijke naam van de soort is voor het eerst geldig gepubliceerd in 1882 door Hagens.